# Fryderyk I Dzielny
Fryderyk I Dzielny, niem. Friedrich I. der Freidige (ur. 1257, zm. 16 listopada 1323 na zamku Wartburg w obecnym Eisenach) – landgraf Turyngii od 1298 (do 1307 z bratem Diezmannem), margrabia Miśni 1291–1296 i od 1307, palatyn saski w latach 1281–1291 z dynastii Wettynów.

## Życiorys
Był najstarszym synem margrabiego Miśni i landgrafa Turyngii, Albrechta II oraz Małgorzaty, córki cesarza Fryderyka II Hohenstaufa.
Po śmierci w 1268 Konradyna, ostatniego przedstawiciela męskiej linii Hohenstaufów, matka Fryderyka w imieniu syna zgłosiła roszczenia do dziedzictwa tronu, jej zabiegi o koronę dla syna nie zakończyły się jednak powodzeniem.
Wraz z młodszym bratem Dytrykiem (zwanym Diezmannem) wystąpił także przeciwko ojcu. Ten źle ich traktował, a w 1270 wygnał ich matkę. W latach 80. XIII w. doszło do wojny obu braci z ojcem. Jej przyczyną były starania tego ostatniego o uznanie jego spadkobiercą ich młodszego brata przyrodniego. W efekcie ojciec musiał przyznać im w 1281 palatynat saski, a w latach 1289–1290 zgodzić się na dopuszczenie do współrządów oraz oddać im część Miśni. Zrealizowaniu tego ostatniego postanowienia zapobiegł kuzyn Fryderyk Tuta, który opanował ten teren.
Po śmierci Tuty w 1291 Fryderyk i Diezmann opanowali Miśnię – ojcu pozostawili wyłącznie Landsberg, który ten sprzedał margrabiom brandenburskim. Zgodnie z układem między braćmi Fryderyk został margrabią Miśni, a Diezmann otrzymał tzw. Osterland. Z kolei w 1294 ojciec, mimo zawartego rok wcześniej układu z Diezmannem o następstwie tego ostatniego w Turyngii, sprzedał ją wybranemu w 1292 na króla Niemiec Adolfowi z Nassau. Król Adolf zgłaszał także roszczenia wobec Miśni, uważając, że po śmierci Tuty powinna ona powrócić jako opuszczone lenno do Cesarstwa. Pokonał wówczas braci, którzy w 1296 opuścili Miśnię. Diezmann udał się na Łużyce, a Fryderyk do Henryka Karynckiego (szwagra Fryderyka) – uczestniczył później w jego podróżach do Włoch, Wiednia i Pragi, a także współpracował z opozycją wobec króla Adolfa.
Po śmierci Adolfa w 1298 bracia podjęli wojnę przeciwko jego następcy Albrechtowi I Habsburgowi. Zdołali opanować większą część Turyngii, choć wojna toczyła się ze zmiennym szczęściem (Albrecht oblegał nawet braci na zamku Wartburg). W 1307 bracia zdołali pokonać Albrechta i opanować Miśnię, a sytuację rozwiązała ostatecznie śmierć Albrechta. W tym samym roku, podczas ataku na Lipsk zginął Diezmann, a zatem Fryderyk, także z powodu odsunięcia żyjącego wciąż ojca, został jedynym władcą Miśni i Turyngii, choć nadal prowadził walki z niektórymi miastami oraz z Brandenburgią.
W 1310 nowy król Niemiec Henryk VII Luksemburski oficjalnie uznał Fryderyka jako władcę Miśni i Turyngii. Nie powiodły się jednak walki o Landsberg i Łużyce toczone z Brandenburgią – Fryderyk schwytany przez margrabiego Waldemara musiał zgodzić się (na mocy układu zawartego w 1312) na odstąpienie od swych roszczeń do tych terytoriów oraz zapłacenie wysokiego okupu za swoją wolność. Walki ponownie wybuchły w 1316 i były tym razem szczęśliwsze dla Fryderyka.
Ciężko chory od 1321 został odsunięty od rządów, które odtąd zamiast niego sprawowała żona. Zmarł dwa lata później. Fryderyk był dwukrotnie żonaty. W 1286 poślubił Agnieszkę, córkę Meinharda II, hrabiego Gorycji i Tyrolu oraz księcia Karyntii. Zmarła ona w 1293. Z tego małżeństwa pochodził syn Fryderyk, który zginął jeszcze za życia ojca w 1315. W 1300 ożenił się z Elżbietą z Lodbeburg-Arnshaugk, zmarłą w 1359, z którą miał córkę Elżbietę, żonę landgrafa Hesji Henryka II Żelaznego oraz syna Fryderyka II Poważnego, który po śmierci ojca został jego następcą. Początkowo, jako małoletni, znajdował się pod kuratelą matki.